# Пустињски ћук
Пустињски ћук (лат. Otus brucei) врста је птица која припада реду сова (Strigiformes) и породици правих сова (Strigidae).

## Угроженост
Ова врста није угрожена, и наведена је као последња брига јер има широко распрострањење.

## Распрострањење
Врста има станиште у Авганистану, Египту, Ираку, Ирану, Јордану, Казахстану, Либану, Оману, Пакистану, Саудијској Арабији, Сирији, Таџикистану, Туркменистану, Турској, Узбекистану и Уједињеним Арапским Емиратима.
Врста је повремено присутна, или је миграторна врста у Бахреину и Јемену.

## Станиште
Врста Otus brucei има станиште на копну.